# Der Jiddischer Arbeiter
Der Jiddischer Arbeiter (jiddisch דער ייִדישער אַרבײטער ‚der jüdische Arbeiter‘) war eine im heutigen Vilnius in jiddischer Sprache publizierte Zeitschrift. Sie wurde im Jahre 1896 als Zeitschrift für die jiddischsprachige Arbeiterschaft im damals zum Kaiserreich Russland gehörenden Litauen und Polen sowie in Russland selbst gegründet. Der Herausgeber war seit Dezember des Gründungsjahres Wladimir Kossowsky.
Mit seiner sechsten Ausgabe im März 1899 wurde die Zeitschrift ein Organ des Allgemeinen jüdischen Arbeiterbunds, des Algemeyner yidisher Arbeyter Bund in Lite, Poyln un Rusland, kurz Der Bund. Aufgrund der Verfolgungen der Arbeiterorganisation und der generell antijüdischen Haltung innerhalb der russischen Regierung und Bevölkerung entstand bereits Ende der 1890er Jahre ein Auslandskomittee des Bunds mit Sitz in Genf in der Schweiz.
Der streng marxistische Bund ließ in seiner Zeitschrift auch andere Meinungen abdrucken, wie zum Beispiel die von Rosa Luxemburg oder Chaim Schitlowsky. Herausgeber des Der Jiddischer Arbeiter war bis zum Jahre 1915 John Mill, der nach seiner Auswanderung in die USA von Chicago aus weitere Artikel für die Zeitschrift und andere jiddische Publikationen schrieb.
In ihren späteren Jahren befasste sich die Zeitschrift mehr mit theoretischen Fragen und den Problemen der einzelnen Nationalitäten im östlichen Mitteleuropa und im Russland der Zwischenkriegszeit.